# Горохляники

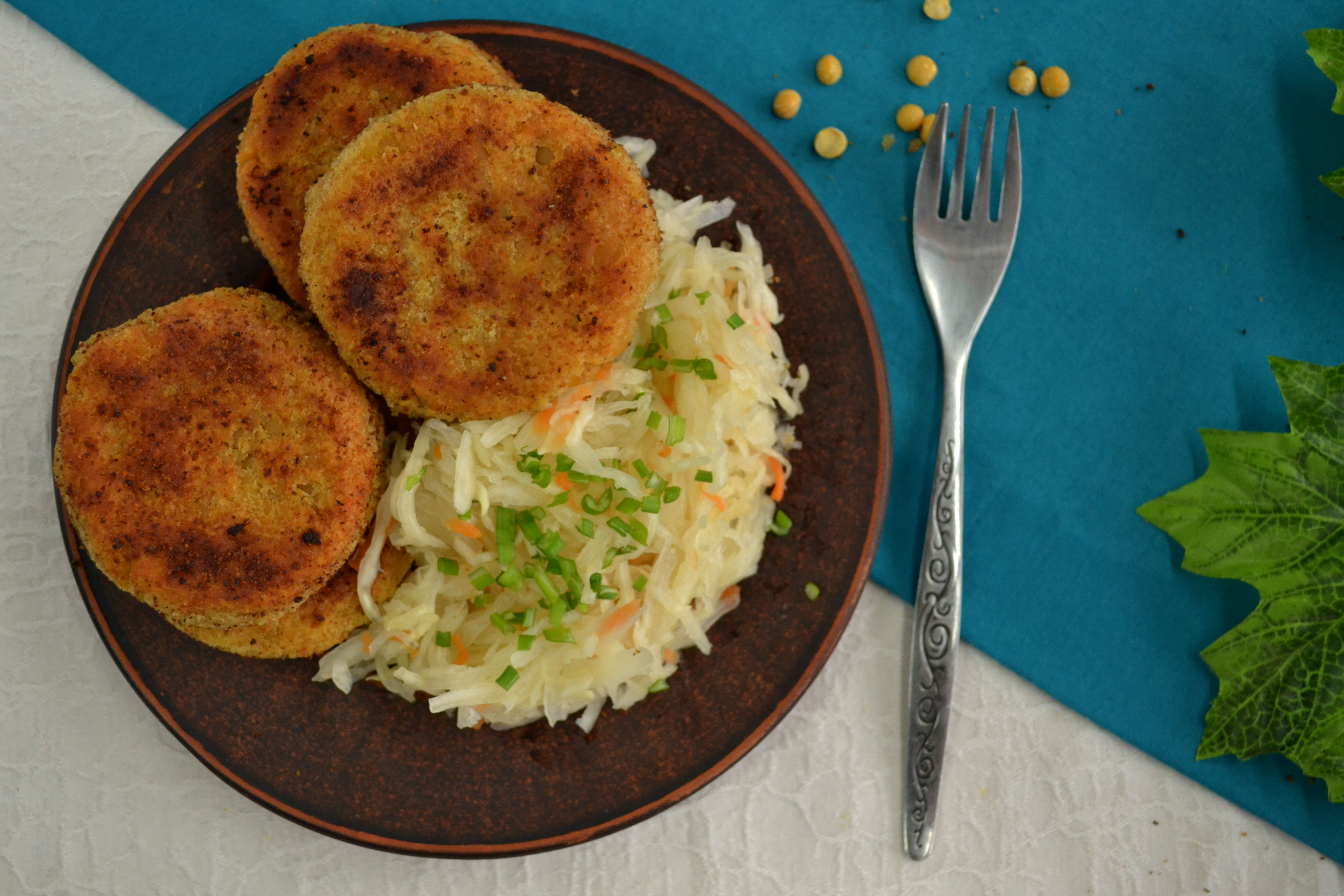
Горохляники

Горохляники — горохові оладки, раніше досить поширена українська страва.
Горох розварювали, розтирали кописткою, доки не утворювалася однорідна пюреподібна маса, злегка охлоджували і додавали 2-3 ложки пшеничного або житнього борошна. Смажили на добре розігрітій сковороді — у піст на олії, у м'ясоїд на смальці. Їли зі шкварками, товченим часником, олією, сметаною..